# 24時 (サニーデイ・サービスのアルバム)
『24時』（にじゅうよじ）は、1998年7月15日に発売されたサニーデイ・サービス通算5作目のスタジオ・アルバム。

## 解説
バンドとしてひとつの完成をみた前作『サニーデイ・サービス』から9か月という短いインターバルで発売された本作は、混沌とした空気をそのまま作品化したような多種多様な曲が並ぶ全16曲、計82分の大作となった。そのときの状況を曽我部恵一は後年、「その前のセルフ・タイトルのアルバムで『若者たち』『「東京」』でやってきたことは完成したんですよね。バンドの力量もいいあんばいのところにきたし。でもそれから後はちょっとマイナー・チェンジした作品を1年か2年に1枚ずつ出していくって気分には全然なれなくて、もう辞めるかまったく新しいことをやるかって、混沌としていたんですよ。病院とか行っていないけど、たぶんノイローゼだろうね。ちょっとおかしかったんじゃないかな?」「『東京』以降は、リスナーからも“サニーデイ・サービス”って優等生っぽく見られるのに対する反発とかもあったかも」と振り返っている。
更に後年、このアルバム自体については「『24時』は精神的にけっこうね、“自分たちが思うようにならない、評価されない”ってことが原因だと思うんだけど、酒の量がすごい増えた。とにかく毎日泥酔してた。リスナー全部が敵だった。もう制御不能だったね。迷いとか、もがきとか、全部ひっくるめて俺のピュアなところが出てるかなって思いますね」「シングルにも切れ味がなくなってきて、バンドとして迷宮入りしかけてるよね。だって<さよなら! 街の恋人たち>って、全然サニーデイっぽい曲でもなんでもないし、シングル・カットする必要ないじゃん。でも、この混乱を混乱として出せたからまだ良かったよね。これを変にまとめて“サニーデイのニュー・アルバムが出ました!”っていう形で出したら最悪。これは誰が見てもバンドが混乱している状態ってわかるじゃない。だからまだよかった」と振り返っている。
アルバムは13曲目からの3曲で、それまでの12曲と異なる様相を呈していくが、制作の動機は「反動かなぁ? あのね、例えば『愛と笑いの夜』はね、ドス黒いんだけど彼岸の澄み切った感じとかもあって、ほんとに死っていう感じのイメージだったんですよ。そういうんじゃなくて、ギトギトした生のイメージというか、そういうアルバムを作りたかった。なんか前は旅のアルバムが作りたかったんだけど、今回はそういうコンセプトとか筋道とかなしで、淀んでるけどギラッとしてるような感じ…石油とかの表面のギラギラ感とか古い銀色の鈍光り、そういうのを作ろうと思って入ったんですよね。何となくそういうイメージがあって。はっきりしないんだけど、とりあえずスタジオに入ってそれをモノにしてみようと思ってやったって感じですか。でも何やっても思惑から全然はずれてくんですよ。だからもう途中で何でもいいっていう風になって、完全に放棄した感じ。ディレクターもいないしプロデューサーもいないし、とにかく3人だけスタジオにいて。もう何やってもダメだから“もういいよ!”って半ばキレつつ。で、このまま何かが出来上がるでいいし、完全な失敗で途中で終わっちゃうんなら終わっちゃうでいいから、とにかくそれを全部出してみようとは思った」「見えないんですよねえ。何やってんのか何やりたいのかがわかんなくて。だからもう作っててね、今回は評論家の人とか堅いロックのリスナーからはダメ出し出るだろうなと思ってた。でもそれでもいいから、とにかく説明のつかないものを全部ドバッと出しちゃおうっていうのは結構あったんですよね。まあ未だにそんな整理がついてないですね。何作ったかよくわかんないっていうか。なんかぼんやりした輪郭は見えてきたけど、ほんと作業中とか作業直後とかはよくわかんないっていう」「最高傑作だと思いますよ。ただね、例えば短いインタビューとかで“今回のアルバムはどういったコンセプトで、どういうアルバムですか?”って訊かれても“それ話すの一晩かかるぞ”っていう感じになっちゃうから難しいですねぇ。“どこが最高傑作か”とか“どの部分が今までのよりいいのか”とかが今いちわかんないんですよね」という。
本作には本編の12cmCDに加え、ボーナス・ディスクとして「ベイビー、カム・ヒア組曲」収録の8センチCDがつけられているが、その理由を「“これが人間なんだ、これが生き方なんだ”っていう感じを何とか音楽にしたいし、誠実にやろうっていうのは凄いありますね。自分に正直にやりたいなってほんとに思うし。“どこへ向かって、何だったのか?”っていう。だから<24時のブルース>は本当そういう曲で、自分が作ったやつの中で一番好きかも。そういうことをいい形で出せたのは嬉しいなあと思うし、あっち行ったりこっち行ったり考え方が一つに定まらないような自分みたいなのを凄いいい曲に出来たなと思いますね。でもね、それで1枚作ったんだったけど、それでもやっぱりボーナスCDのもう1曲っていう。それが結構大変だった。業務的なことなんだけど、もうマスターが工場に行く寸前だったんですよ。そこで連休中だったにもかかわらずストップかけて、まず“もう1枚ボーナス・ディスク的につけて同じ3000円で出すことは可能か”って調べたらOKが出たから、“じゃあ明日録るから”っていう。でも連休中だから僕らが楽器入れてる倉庫とかも全部閉まってるし、エンジニアも当然休んでたんだけど、“それやらないとほんと困るから”ってことで…たぶん向こうが困るんだと思うんだけど。<24時のブルース>はいい形で出来たし、凄くきれいなエンディングなんだけど、そっから更に行きたいっていうのがあって。それは何かっつったら、スタジオにこもってとんでもないことをやって、その結末みたいな部分を楽屋オチ的なね…例えばキス・シーンで舞台が終わったんだけど、最後にガタッと書き割りが倒れちゃうみたいな、そういう終わり方がしたくて。なんかね、きれいすぎた感じがあったんですよね。むず痒いような。もう僕が作れる精一杯だなと思ったんだけど、そう思ってる自分も込みでもう一回バタッと現実に戻すというか、“そんな納得しちゃいかんだろう!”みたいな。やっぱ最後はガーッと引いてって、すっごい感動的な舞台のセットもカメラもスタッフも全部見切れてるみたいな、そういう風にしたくて」と答えている。
「シルバー・スター」はベスト・アルバム『Best Sky』と、2013年リリースの2枚組ベスト・アルバム『サニーデイ・サービス BEST 1995-2000』に、「さよなら! 街の恋人たち」は『サニーデイ・サービス BEST 1995-2000』に、それぞれ収録された。このほか、アルバムには当初「蜂と蜘蛛」と「真昼の出来事」の2曲も収録が予定されていたが、最終段階で外された。「蜂と蜘蛛」は1998年のツアー“サニーデイ・サービス TOUR'98”のツアー・パンフレットに付属のボーナス・シングルに収録、「真昼の出来事」は後に再レコーディングにて、曽我部のファースト・ソロ・アルバム『曽我部恵一』に「真昼のできごと」として収録された。サニーデイのオリジナル・ヴァージョンは、『サニーデイ・サービス BEST 1995-2000』に収録された。

## パッケージ、アートワーク
アルバム・ジャケットについて、曽我部は「ジャケもね、すごい迷った。今まではやってるうちから頭の中にあったり、やり終わってすぐジャケット出来たりしてたんですけど、何なのかわかんないから、どういう表紙をつけて出すべきか全くわかんないって感じだった。で僕が“じゃあこういうのにしよう”とかって案を出すと、もうデザイナーが笑っちゃって“おかしいんじゃない?”とか言ってて。でも“おかしいんだけど、なんか面白いからやろう”みたいな」と答えていた。
初回盤には特典として“『24時』レコーディング日記”を封入。

## 収録曲
1. さよなら! 街の恋人たち  –  (6'18")
2. 果実  –  (6'22")
3. 今日を生きよう  –  (6'05")
4. 月光荘  –  (4'31")
5. 海へ出た夏の旅  –  (1'13")
6. シルバー・スター  –  (5'11")
7. 黄昏  –  (3'14")
8. 経験  –  (4'03")
9. カーニバルの灯  –  (5'49")
10. ぼくは死ぬのさ  –  (4'20")
11. 堕天使ワルツ  –  (3'34")
12. 海へ出た夏の旅〜再び  –  (1'18")
13. 太陽の翼  –  (6'06")
14. 4月18日のバラード  –  (2'43")
15. 24時のブルース  –  (10'31")

### BONUS DISC (8cmCD)
1. ベイビー、カム・ヒア組曲  –  (10'49")

## クレジット

### さよなら! 街の恋人たち
| 詞・曲：曽我部恵一 ⁄ 編曲：曽我部恵一・田中貴・丸山晴茂・高野勲・新井仁 |
|                                                                         |
| A.Guitar, Harmonica, Banjo, Vocal : 曽我部恵一                          |
| Bass : 田中貴                                                           |
| Drums, Bongo : 丸山晴茂                                                 |
| A.Guitar : 新井仁                                                       |
| E.Piano : 高野勲                                                        |
| Chorus : 田中, 高野, 新井                                               |

### 果実
| 詞・曲：曽我部恵一 ⁄ 編曲：曽我部恵一・田中貴・丸山晴茂・高野勲・新井仁 |
|                                                                         |
| Vocal, E.Guitar : 曽我部恵一                                            |
| Bass, スズ : 田中貴                                                     |
| Drums, Tambourine : 丸山晴茂                                            |
| E.Piano, Organ : 高野勲                                                 |
| E.Guitar : 新井仁                                                       |
| Chorus : 新井, 田中, 高野                                               |
| Chime : 田中貴                                                          |

### 今日を生きよう
| 詞・曲：曽我部恵一 ⁄ 編曲：曽我部恵一・田中貴・丸山晴茂         |
|                                                                 |
| Vocal, E.Guitar, A.Guitar : 曽我部恵一                          |
| Bass : 田中貴                                                   |
| Drums, Tambourine : 丸山晴茂                                    |
| 口笛, 手拍子, コーラス : 自由参加隊（ソカベ, タナカ, ハルシゲ） |

### 月光荘
| 詞・曲：曽我部恵一 ⁄ 編曲：曽我部恵一・田中貴・丸山晴茂・高野勲・新井仁 |
|                                                                         |
| Vocal, A.Guitar, E.Guitar : 曽我部恵一                                  |
| Bass : 田中貴                                                           |
| Drums, Tambourine : 丸山晴茂                                            |
| Organ, E.Piano : 高野勲                                                 |
| E.Guitar : 新井仁                                                       |
| Chorus : 新井, 曽我部                                                   |

### 海へ出た夏の旅
| 詞・曲・編曲：曽我部恵一     |
|                              |
| Vocal, A.Guitar : 曽我部恵一 |

### シルバー・スター
| 詞・曲：曽我部恵一 ⁄ 編曲：曽我部恵一・田中貴・丸山晴茂       |
|                                                               |
| Vocal, A.Guitar, E.Guitar, Deering六弦バンジョー : 曽我部恵一 |
| Drums, Tambourine : 丸山晴茂                                  |
| E.Guitar(solo), Bass : 田中貴                                 |

### 黄昏
| 詞・曲：曽我部恵一 ⁄ 編曲：曽我部恵一・田中貴・丸山晴茂 |
|                                                         |
| Vocal, E.Guitar, A.Guitar : 曽我部恵一                  |
| Bass, E.Piano : 田中貴                                  |
| Drums, Tambourine : 丸山晴茂                            |

### 経験
| 詞・曲：曽我部恵一 ⁄ 編曲：曽我部恵一・田中貴・丸山晴茂 |
|                                                         |
| Vocal, E.Guitar, A.Guitar : 曽我部恵一                  |
| Drums, Cowbell, Tambourine : 丸山晴茂                   |
| Bass, Vibraslap : 田中貴                                |
| Chorus : 曽我部, 田中                                   |

### カーニバルの灯
| 詞・曲：曽我部恵一 ⁄ 編曲：自由参加隊（田中・新井・高野・丸山） |
|                                                                 |
| Vocal, Deering六弦バンジョー : 曽我部恵一                       |
| Bass : 田中貴                                                   |
| Hand Drum : 丸山晴茂                                            |
| A.Guitar : 新井仁                                               |
| 足踏みオルガン : 高野勲                                         |
| Chorus : 自由参加隊（タナカ, ヒトシ, イサオ, ハルシゲ）         |

### ぼくは死ぬのさ
| 詞・曲：曽我部恵一 ⁄ 編曲：曽我部恵一・田中貴・丸山晴茂・菊地成孔 |
|                                                                   |
| Vocal, E.Guitar : 曽我部恵一                                      |
| Fuzz Bass, Piano : 田中貴                                         |
| Drums, Tambourine, Maracus, Claves, Vibraslap : 丸山晴茂          |
| Tenor Sax : 菊地成孔                                              |

### 堕天使ワルツ
| 詞・曲：曽我部恵一 ⁄ 編曲：曽我部恵一・田中貴・丸山晴茂・斉藤哲也 |
|                                                                   |
| Vocal, A.Guitar, Mandolin, Glockenspiel : 曽我部恵一              |
| Bass : 田中貴                                                     |
| Drums : 丸山晴茂                                                  |
| アコーディオン : 斉藤哲也                                         |

### 海へ出た夏の旅〜再び
| 詞・曲・編曲：曽我部恵一     |
|                              |
| Vocal, A.Guitar : 曽我部恵一 |

### 太陽の翼
| 詞・曲：曽我部恵一 ⁄ 編曲：曽我部恵一・田中貴・丸山晴茂 |
|                                                         |
| Vocal, E.Piano, E.Guitar : 曽我部恵一                   |
| Bass : 田中貴                                           |
| Drums, Gong : 丸山晴茂                                  |

### 4月18日のバラード
| 詞・曲：曽我部恵一 ⁄ 編曲：曽我部恵一・田中貴・丸山晴茂 |
|                                                         |
| Vocal, 語り, E.Guitar : 曽我部恵一                      |
| Organ, Bass, スズ : 田中貴                              |
| Drums : 丸山晴茂                                        |

### 24時のブルース
| 詞・曲：曽我部恵一 ⁄ 編曲：曽我部恵一・田中貴・丸山晴茂・高野勲・四家卯大 |
|                                                                           |
| Vocal, A.Guitar, E.Guitar, Shaker : 曽我部恵一                            |
| Bass : 田中貴                                                             |
| Drums : 丸山晴茂                                                          |
| Piano : 高野勲                                                            |
| Strings Arrangement : 四家卯大                                            |

### スタッフ
| All Songs Recording and Mixed by 吉満宏之 at SOUND aLIVE（深沢） |
| Assistant Engineer : 伊藤優子                                    |
| Mastered by 石井亘 at 音響ハウス（銀座）                         |
|                                                                  |
| Jacket Design : 小田島等 at FDデザイン（下北沢）                 |
| Photo : 岡村マキ, 小田島等                                       |
| 絵 : 曽我部恵一                                                  |
| Manager : 大塩実穂                                               |
| ジャケット進行 : 高崎里美子                                      |
| Executive Producer : 大蔵博                                      |
| Thanks to MIDI staff                                             |

## レコーディング・セッション
| 日付                         | スタジオ              | 時間                   | 作業工程 |
| ---------------------------- | --------------------- | ---------------------- | --- |
| 1998年2月16日(月)            | SOUND aLIVE Aスタジオ | - PM12:00 - 〜翌AM9:30 | <月光荘>レコーディング |
| 2月17日(火)                  | SOUND aLIVE Aスタジオ | - PM5:00 - 〜翌AM8:30  | - <月光荘>ダビング、ミックス - <さよなら! 街の恋人たち>レコーディング |
| 2月18日(水)                  | SOUND aLIVE Aスタジオ | - PM3:00 - 〜翌AM10:00 | - <さよなら! 街の恋人たち>ダビング、ミックス - <果実>レコーディング |
| 3月3日(火)                   | SOUND aLIVE Aスタジオ | - PM1:00 - 〜翌AM7:00  | <24時のブルース>レコーディング |
| 3月4日(水)                   | SOUND aLIVE Aスタジオ | - PM5:00 - 〜翌AM9:30  | <24時のブルース>ダビング |
| - 3月6日(金) - 〜3月17日(火) | 英国旅行              | 英国旅行               | 英国旅行 |
| 3月19日(木)                  | SOUND aLIVE Aスタジオ | - PM1:00 - 〜翌AM10:00 | <太陽の翼>レコーディング |
| 3月20日(金)                  | SOUND aLIVE Aスタジオ | - PM4:00 - 〜翌PM12:00 | <黄昏>レコーディング |
| 3月29日(日)                  | テイク・スタジオ      | - PM12:00 - 〜翌AM3:00 | <3月29日のバラード>レコーディング、ミックス |
| 3月30日(月)                  | SOUND aLIVE Bスタジオ | - PM1:00 - 〜翌AM10:00 | <経験>レコーディング、ミックス |
| 3月31日(火)                  | SOUND aLIVE Bスタジオ | - PM6:00 - 〜翌PM1:00  | <蜂と蜘蛛>レコーディング、ミックス |
| 4月1日(水)                   | 東急 文化村スタジオ   | 東急 文化村スタジオ    | シングル「さよなら! 街の恋人たち」マスタリング |
| 4月2日(木)                   | SOUND aLIVE Bスタジオ | - PM12:00 - 〜翌AM1:00 | <黄昏（バージョン2）>レコーディング、ミックス |
| 4月3日(金)                   | SOUND aLIVE Bスタジオ | - PM3:00 - 〜翌AM6:00  | - <黄昏（バージョン2）>ミックス - <今日を生きよう>レコーディング |
| 4月5日(日)                   | SOUND aLIVE Aスタジオ | - PM1:00 - 〜翌AM4:30  | <今日を生きよう>ダビング |
| 4月6日(月)                   | SOUND aLIVE Aスタジオ | - PM0:00 - 〜翌PM1:00  | - <今日を生きよう>ダビング、ミックス - <真昼の出来事>レコーディング |
| 4月8日(水)                   | SOUND aLIVE Bスタジオ | - PM12:00 - 〜翌AM8:00 | - <今日を生きよう>ダビング、ミックス - <さよなら! 街の恋人たち>ダビング、ミックス - <海へ出た夏の旅>レコーディング、ミックス - <海へ出た夏の旅〜再び>レコーディング、ミックス |
| 4月9日(木)                   | SOUND aLIVE Bスタジオ | - PM4:00 - 〜翌AM8:00  | <シルバー・スター>レコーディング |
| 4月10日(金)                  | SOUND aLIVE Bスタジオ | - PM2:00 - 〜翌AM5:30  | <シルバー・スター>ダビング |
| 4月12日(日)                  | SOUND aLIVE Aスタジオ | - PM1:00 - 〜翌AM7:00  | <シルバー・スター>ダビング、ミックス |
| 4月13日(月)                  | SOUND aLIVE Aスタジオ | - PM2:00 - 〜翌AM10:00 | <果実>ダビング、ミックス |
| 4月14日(火)                  | SOUND aLIVE Aスタジオ | - PM7:00 - 〜翌AM7:30  | <果実>ダビング、ミックス |
| 4月15日(水)                  | SOUND aLIVE Bスタジオ | - PM3:30 - 〜翌AM5:00  | <ぼくは死ぬのさ>レコーディング |
| 4月16日(木)                  | SOUND aLIVE Bスタジオ | - PM5:00 - 〜翌AM6:30  | - <シルバー・スター>ミックス - <堕天使ワルツ>レコーディング - <4月18日のバラード>レコーディング                                                                               |
| 4月17日(金)                  | SOUND aLIVE Bスタジオ | - PM5:00 - 〜翌AM6:30  | <4月18日のバラード>ダビング、ミックス |
| 4月19日(日)                  | SOUND aLIVE Aスタジオ | - PM12:00 - 〜翌AM5:30 | - <堕天使ワルツ>ダビング、ミックス - <黄昏>ミックス |
| 4月20日(月)                  | SOUND aLIVE Aスタジオ | - PM2:00 - 〜翌AM7:00  | - <ぼくは死ぬのさ>ダビング、ミックス - <太陽の翼>ダビング、ミックス |
| 4月23日(木)                  | SOUND aLIVE Aスタジオ | - PM3:00 - 〜翌AM10:00 | - <月光荘>ミックス - <24時のブルース>ダビング |
| 4月24日(金)                  | SOUND aLIVE Aスタジオ | - PM2:00 - 〜翌AM2:10  | - <真昼の出来事>ダビング - <24時のブルース>ダビング |
| 4月25日(土)                  | SOUND aLIVE Aスタジオ | - PM12:00 - 〜翌PM1:00 | <真昼の出来事>ダビング |
| 4月26日(日)                  | SOUND aLIVE Aスタジオ | - PM6:00 - 〜翌AM4:30  | - <真昼の出来事>ミックス - <果実>ミックス - <24時のブルース>ミックス |
| 5月3日(日)                   | SOUND aLIVE Aスタジオ | - PM1:00 - 〜翌AM11:30 | <ベイビー、カム、ヒア組曲>レコーディング、ミックス |
| 5月6日(水)                   | 音響ハウス            | 音響ハウス             | 『24時』マスタリング |
| 5月7日(木)                   | 音響ハウス            | 音響ハウス             | 『24時』マスタリング |
| 5月11日(月)                  | 音響ハウス            | 音響ハウス             | 『24時』マスタリング |

## 2LP+1EP:SGLP-1006/7,SGEP-1001

### 解説
デビュー20周年記念として、未アナログ化のアルバム4作品『若者たち』『愛と笑いの夜』『サニーデイ・サービス』『24時』をLPでリリースしていくプロジェクトの第四弾として『若者たち』『愛と笑いの夜 –a Night of Love & Laughter–』『サニーデイ・サービス』に続き、本作が最新マスタリングを施してのアナログ・カッティングによりレコードとしてリリース。15曲を収録した2枚組LPと、ボーナス・ディスクの「ベイビー、カム・ヒア組曲」を両面に収録した7インチEP入り。封入特典としてこれまで同様、当時の告知ポスターを復刻。歌詞カードはCDのブックレットを各ページごとに、見開きに並べたレイアウトになっている。

### 収録曲

#### SGLP-1006:SIDE A
1. さよなら! 街の恋人たち  –  (6'18")
2. 果実  –  (6'22")
3. 今日を生きよう  –  (6'05")

#### SGLP-1006:SIDE B
1. 月光荘  –  (4'31")
2. 海へ出た夏の旅  –  (1'13")
3. シルバー・スター  –  (5'11")
4. 黄昏  –  (3'14")
5. 経験  –  (4'03")

#### SGLP-1007:SIDE C
1. カーニバルの灯  –  (5'49")
2. ぼくは死ぬのさ  –  (4'20")
3. 堕天使ワルツ  –  (3'34")
4. 海へ出た夏の旅〜再び  –  (1'18")

#### SGLP-1007:SIDE D
1. 太陽の翼  –  (6'06")
2. 4月18日のバラード  –  (2'43")
3. 24時のブルース  –  (10'31")

#### SGEP-1001:SIDE E
1. ベイビー、カム・ヒア組曲 PART 1

#### SGEP-1001:SIDE F
1. ベイビー、カム・ヒア組曲 PART 2

### クレジット
| 2015 Analog reissue staff                |
| 企画 A&R / 本根誠 (JETSET)               |
| セールスプロモーション / 塚原雅州 (MIDI) |
| リマスタリング / 山本アキヲ              |
| リデザイン / 金野志保 (ROSE RECORDS)     |
| 監修 / 曽我部恵一                        |
| エグゼクティブプロデューサー / 大蔵博    |

## リリース日一覧
| 地域 | リリース日     | レーベル                             | 規格    | カタログ番号           | 備考                                         |
| ---- | -------------- | ------------------------------------ | ------- | ---------------------- | -------------------------------------------- |
| 日本 | 1998年7月15日  | MIDI                                 | CD+SCD  | MDCL-1332              | 初回盤特典“『24時』レコーディング日記”封入。 |
| 日本 | 2015年12月21日 | MIDI ⁄ JETSET RECORDS ⁄ ROSE RECORDS | 2LP+1EP | SGLP-1006/7, SGEP-1001 | 生産限定盤                                   |